# Roberto Carlo
Roberto Carlo Alanís Almaguer (Monterrey, Nuevo León; 10 de septiembre de 1986) es un actor y conductor de televisión mexicano. Actor de series como El Dandy y Gossip Girl Acapulco. Fue conductor del programa matutino Sale el sol de Imagen Televisión desde el 15 de mayo de 2017 hasta el 16 de octubre de 2020.

## Carrera
Hijo de Cecilia Almaguer y Roberto Alanís.
Desde temprana edad, su gusto por el deporte lo llevó a obtener medallas de oro en torneos de Tae Kwon Do, Karate Imua Lima Lama, así como a convertirse durante varios años en Campeón Estatal de MotoCross en Nuevo León.
Su talento artístico es nato[cita requerida], por lo cual sus padres lo inscribieron a los siete años de edad a una escuela de actuación, canto y baile llamada  El Sistema Educativo del Talento (SET), la cual llevaba a la par con sus estudios académicos.
Al poco tiempo de haber ingresado a esta escuela artística en su ciudad, fue invitado a unirse a la fila de conductores infantiles de Televisa Monterrey, donde tuvo una destacada participación durante varios años en programas locales como Pipo y sus Amigos, Burundango, Tu Loca TV , Tu planeta, entre otros.
Como actor, se ha desarrollado en telenovelas como Tormenta en el paraíso, Central de abasto, Rebelde, Atrévete a soñar donde interpretó con éxito a Renzo, y en series como Gossip Girl Acapulco y El Dandy.
En teatro ha participado en Vaselina, Las fresas mágicas, Timbiriche, el musical, entre otras. 
Como conductor ha destacado por los programas México Suena y Are You The One? El Match Perfecto. Fue conductor del programa Sale el sol, junto a Luz María Zetina, Mauricio Barcelata, Carlos Arenas y Paulina Mercado.
En el 2021, fue conductor de la cuarta temporada del reality show, La Más Draga que es transmitido por YouTube. En este proyecto compartió créditos con diferentes personalidades LGBT.

## Trayectoria

### Series
- Se rentan cuartos (2022) Gonzalo Garza de la Garza y más Garza
- El Dandy (2015) - Jaques Jr.
- Gossip Girl Acapulco (2013) - Paulo San Román

### Telenovelas
- Atrévete a soñar (2009-2010) - Lorenzo- "Renzo"
- Central de abasto (2008)
- Tormenta en el paraíso (2007-2008)
- Rebelde (2004-2006)

### Como conductor
- Solo Las Más  (2024)
- VivalaviMx (2022-2023)
- La Más Draga (2021)
- Confesiones de Colchón (2021)
- Sale el sol (2017-2020)
- Are You The One? El Match Perfecto (2016)
- México Suena (2011- 2012)
- Kids Choice Awards México (2012- 2016)
- Los XV que soñé (2012- 2015)
- Premios MTV (2015)

### Reality Shows
- Las estrellas bailan en Hoy (2023) - Concursante[4]
- Todos a la cocina (2022) - Discovery Home and Health

- All Star Driving School Mexico -Temporada 2 (2022) - Discovery Latinoamérica

- Bake Of Celebrity: México (2021) - HBO MAX

### Teatro
- Mentidrags (2023)
- Afterglow (2023)
- Conejo Blanco, Conejo Rojo (2022)
- El juego de la cita (2019) - Monologo Foro Lucerna
- La Niña de los Cerillos (2017) - Host
- El amor en tiempos de Tinder (2016)
- Mame, el musical (2015) - Patrick Dennis
- Las fresas mágicas (2015) - Elfo del Bosque
- Vaselina, el musical (2013- 2014)- Eugenio / Tacho
- Animal... es (2011)
- La bella y la Bestia, La magia del Amor (2011)- Gastón
- Timbiriche, el musical (2010) - DJ